# Думбра, Героним Иванович
Героним Иванович Думбра (латыш. Heronīms Dumbra; род. 1928 год) — машинист локомотивного депо Даугавпилс Прибалтийской железной дороги, Латвийская ССР. Герой Социалистического Труда (1974). Депутат Верховного Совета СССР 9-го созыва. Лауреат Государственной премии Латвийской ССР (1977).

## Биография
После окончания железнодорожного техникума с 1949 года трудился кочегаром, помощником машиниста. В последующие годы: машинист паровоза (1952—1956), старший инженер по ремонту локомотивов (1956—1958), заместитель начальника депо (1958—1963). В 1957 году вступил в КПСС.
С 1963 года — машинист тепловоза цеха Резекне локомотивного депо станции Даугавпилс Прибалтийской железной дороги. Один из инициаторов вождения тяжеловозных поездов. За выдающиеся трудовые достижения был награждён в октябре 1965 года Орденом Ленина.
Выполнил за три года личные социалистические обязательства и производственные задания Девятой пятилетки (1971—1975). За эти годы перевёз более 100 тысяч тонн грузов и сэкономил около 23 тысячи тонн дизельного топлива. Указом Президиума Верховного Совета СССР от 16 января 1974 года удостоен звания Героя Социалистического Труда «за выдающиеся успехи в выполнении и перевыполнении планов 1973 года и принятых социалистических обязательств» с вручением ордена Ленина и золотой медали Серп и Молот.
В 1977 году награждён Государственной премией Латвийской ССР за выдающиеся достижения в труде.
Избирался депутатом Верховного Совета СССР 9-го созыва от Резекненского избирательного округа № 732 (1974—1979), Резекненского районного Совета народных депутатов, в 1966 году — делегатом XXIII съезда КПСС, и делегатом XIX и XX съездов Компартии Латвии.
Трудился в машинистом в депо до выхода на пенсию.
Награды и звания
- Герой Социалистического Труда
- Орден Ленина — дважды (01.10.1965; 1974).